# Luciano Burti
Luciano Burti (* 5. März 1975 in São Paulo) ist ein brasilianischer Automobilrennfahrer, der zeitweise auch als Formel-1-Fahrer aktiv war.

## Karriere
Er begann seine Karriere in der britischen Formel 3 beim Team Stewart, das auch in der Formel 1 vertreten war.
Nachdem Burti das Formel-1-Auto von Stewart testen durfte, bekam er ein Cockpit als Testfahrer bei Jaguar Racing, dem Nachfolge-Rennstall von Stewart, für die Saison 2000. Überraschend gab Burti sein Debüt am 16. Juli 2000 beim Großen Preis von Österreich, als Stammfahrer Eddie Irvine krankheitsbedingt nicht antreten konnte.
Durch seine überzeugenden Testleistungen bekam er für 2001 einen Stammplatz, nachdem Johnny Herbert seine Karriere beendet hatte. Allerdings wurde er bereits nach vier Rennen durch den Ex-Arrows-Fahrer Pedro de la Rosa ersetzt.
Er fand aber sofort einen Platz im Prost-Team, bei dem der glücklose Gastón Mazzacane entlassen wurde. Bei Prost konnte er schließlich auch sein bestes Ergebnis erzielen, ein achter Platz beim Großen Preis von Kanada, was ihm allerdings, bedingt durch die damalige Punkteverteilung, keinen WM-Punkt einbrachte. Nach dem Großen Preis von Belgien musste er unerwartet vorzeitig die Saison beenden, als er nach einem Unfall mit Eddie Irvine in die Reifenstapel einschlug und verletzt wurde. Er wurde durch den Tschechen Tomáš Enge ersetzt.
Im darauffolgenden Jahr unterschrieb er einen Testvertrag für Ferrari, der 2004 auslief und nicht weiter verlängert wurde.
Von 2005 bis 2016 fuhr er in seinem Heimatland Brasilien in der Stock-Car-Brasil-Serie; 2018 fuhr er dort noch ein weiteres Rennen als Gaststarter. Seine besten Endergebnisse in der Meisterschaft waren zwei fünfte Plätze, die er jeweils 2005 und 2009 erringen konnte. Er war bis 2021 zudem als Kommentator bei Formel-1-Rennen beim brasilianischen Fernsehsender TV Globo tätig.

## Statistik

### Karrierestationen
| - 1991–1995: Kartsport - 1996: Britische Formel Chevrolet (Platz 3) - 1997: Britische Formel Chevrolet (Meister) - 1998: Britische Formel 3 (Platz 3) | - 1999: Britische Formel 3 (Platz 2) - 1999: Formel 1 (Testfahrer) - 2000: Formel 1 (Platz 23) - 2001: Formel 1 (Platz 20) | - 2002: Formel 1 (Testfahrer) - 2003: Formel 1 (Testfahrer) - 2004: Formel 1 (Testfahrer) |

### Statistik in der Formel-1-Weltmeisterschaft

#### Gesamtübersicht
| Saison | Team          | Chassis    | Motor            | Rennen | Siege | Zweiter | Dritter | Poles | schn. Rennrunden | Punkte | WM-Pos. |
| ------ | ------------- | ---------- | ---------------- | ------ | ----- | ------- | ------- | ----- | ---------------- | ------ | ------- |
| 2000   | Jaguar Racing | Jaguar R1  | Cosworth 3.0 V10 | 1      | –     | –       | –       | –     | –                | –      | 23.     |
| 2001   | Jaguar Racing | Jaguar R2  | Cosworth 3.0 V10 | 4      | –     | –       | –       | –     | –                | –      | 20.     |
| 2001   | Prost Acer    | Prost AP04 | Acer 3.0 V10     | 9      | –     | –       | –       | –     | –                | –      | 20.     |
| Gesamt | Gesamt        | Gesamt     | Gesamt           | 14     | –     | –       | –       | –     | –                | –      |         |

#### Einzelergebnisse
| Saison | 1  | 2   | 3  | 4  | 5  | 6   | 7 | 8  | 9  | 10  | 11  | 12  | 13  | 14  | 15  | 16  | 17 |
| ------ | -- | --- | -- | -- | -- | --- | - | -- | -- | --- | --- | --- | --- | --- | --- | --- | -- |
| 2000   |    |     |    |    |    |     |   |    |    |     |     |     |     |     |     |     |    |
|        |    |     |    |    |    |     |   |    | 11 |     |     |     |     |     |     |     |    |
| 2001   |    |     |    |    |    |     |   |    |    |     |     |     |     |     |     |     |    |
| 8      | 10 | DNF | 11 | 11 | 11 | DNF | 8 | 12 | 10 | DNF | DNF | DNF | DNS | INJ | INJ | INJ |    |

| Legende  | Legende            | Legende                                                          |
| Farbe    | Abkürzung          | Bedeutung                                                        |
| -------- | ------------------ | ---------------------------------------------------------------- |
| Gold     | –                  | Sieg                                                             |
| Silber   | –                  | 2. Platz                                                         |
| Bronze   | –                  | 3. Platz                                                         |
| Grün     | –                  | Platzierung in den Punkten                                       |
| Blau     | –                  | Klassifiziert außerhalb der Punkteränge                          |
| Violett  | DNF                | Rennen nicht beendet (did not finish)                            |
| Violett  | NC                 | nicht klassifiziert (not classified)                             |
| Rot      | DNQ                | nicht qualifiziert (did not qualify)                             |
| Rot      | DNPQ               | in Vorqualifikation gescheitert (did not pre-qualify)            |
| Schwarz  | DSQ                | disqualifiziert (disqualified)                                   |
| Weiß     | DNS                | nicht am Start (did not start)                                   |
| Weiß     | WD                 | zurückgezogen (withdrawn)                                        |
| Hellblau | PO                 | nur am Training teilgenommen (practiced only)                    |
| Hellblau | TD                 | Freitags-Testfahrer (test driver)                                |
| ohne     | DNP                | nicht am Training teilgenommen (did not practice)                |
| ohne     | INJ                | verletzt oder krank (injured)                                    |
| ohne     | EX                 | ausgeschlossen (excluded)                                        |
| ohne     | DNA                | nicht erschienen (did not arrive)                                |
| ohne     | C                  | Rennen abgesagt (cancelled)                                      |
| ohne     | keine WM-Teilnahme |                                                                  |
| sonstige | P/fett             | Pole-Position                                                    |
| sonstige | 1/2/3/4/5/6/7/8    | Punktplatzierung im Sprint-/Qualifikationsrennen                 |
| sonstige | SR/kursiv          | Schnellste Rennrunde                                             |
| sonstige | *                  | nicht im Ziel, aufgrund der zurückgelegten Distanz aber gewertet |
| sonstige | ()                 | Streichresultate                                                 |
| sonstige | unterstrichen      | Führender in der Gesamtwertung                                   |